# Roiate
Roiate é uma comuna italiana da região do Lácio, província de Roma, com cerca de 798 habitantes. Estende-se por uma área de 10 km², tendo uma densidade populacional de 80 hab/km². Faz fronteira com Affile, Arcinazzo Romano, Bellegra, Olevano Romano, Serrone (FR).

## Demografia
| Variação demográfica do município entre 1861 e 2011                               |
|                                                                                   |
| Fonte: Istituto Nazionale di Statistica (ISTAT) - Elaboração gráfica da Wikipedia |